# Секст Помпей (консул 35 пр.н.е.)
Вижте пояснителната страница за други личности с името Секст Помпей.
Секст Помпей (на латински: Sextus Pompeius) e политик на късната Римска република през 1 век пр.н.е.

## Биография
Той е син на Секст Помпей и внук на Секст Помпей Вирдокт. По баща е втори братовчед на Секст Помпей.
През 35 пр.н.е. е избран за консул заедно с Луций Корнифиций.
Неговият син Секст Помпей е консул през 14 г.